# 瀬戸龍哉
瀬戸 龍哉（せと たつや、1954年 - ）は、日本の雑誌編集者・著作家。男性。新潟県生まれ。

## 来歴
フリーのイラストレーターとして活動したのち、1977年大学在学中に週刊漫画サンデー（実業之日本社）で『極楽通り三丁目』を連載しマンガ原作者デビュー。同年には『小学六年生』（旺文社）で『劇画推理シリーズ』を連載しマンガ家デビュー。
雑誌の編集者を経て、1985年7月に株式会社ギャグ・バンク（現・株式会社ジー・ビー）を創業。
以後、著作家としても執筆活動を行う。

## 作品リスト

### 単行本
- 三国志武将画伝 - 小学館、1996年 ISBN 4-09-387176-0
- SUPER三国志 諸葛孔明の陰謀 - KKベストセラーズ、1996年 ISBN 4-584-00973-2
- 三国志 英雄たちの100年戦争 - 成美堂出版　編著、1997年 ISBN 4-415-09237-3
- 諸葛孔明伝 上下巻 - 小学館（マンガ原作）作画・藤原芳秀、1997年 ISBN 4-09-620101-4
- 諸葛孔明伝 完結編 - 小学館（マンガ原作）作画・藤原芳秀、1998年 ISBN 4-09-620103-0
- 漫画博士読本 - 宝島社 共著、1999年 ISBN 4-7966-1711-6
- 巨大ロボット読本 - 宝島社 共著、1999年 ISBN 4-7966-1581-4
- 三国志全人物列伝 - 二見書房 共著、1999年 ISBN 4-576-99134-5
- 学園マンガ読本 - 宝島社 共著、2000年 ISBN 4-7966-1942-9
- 三国志 英雄たちの言葉 - ワニブックス、2002年 ISBN 4-8470-1444-8
- コミックを創った10人の男 - ワニブックス、2002年 ISBN 4-8470-1442-1
- 東京 19歳の物語 - G.B.（アンソロジーの一篇）、2005年 ISBN 4-901841-40-8
- 三国志全人物事典 - G.B.、2007年 ISBN 978-4-901841-60-3
- 三国志の女たち - G.B.、2008年 ISBN 978-4-901841-70-2
- IQ84 桐壺歌会やめるってよ - G.B.、2010年 ISBN 978-4-901841-90-0

### 編集
- 1997年 - 1999年　マンガ情報誌『comnavi』(全研本社)　創刊編集長
- 2000年 - 2001年　レディコミ誌『comicアンデュー』（ワンツーマガジン社）創刊編集人
- 2002年 - 2006年　サブカル誌『GagBank』(Ｇ.Ｂ.) 創刊編集長兼発行人